# C. A. Coey & Company
C. A. Coey & Company war ein US-amerikanischer Hersteller von Automobilen.

## Unternehmensgeschichte
Charles A. Coey gründete 1901 das Unternehmen in Chicago in Illinois. Er begann mit der Produktion von Automobilen. Der Markenname lautete Coey. 1902 endete die Fahrzeugproduktion.
Coey betrieb außerdem eine Autovermietung, eine Fahrschule und ein Autohaus für Thomas-Fahrzeuge. 1913 gründete er die Coey Motor Company, in der er bis 1917 erneut Fahrzeuge herstellte.

## Fahrzeuge
Ein Modell war ein Elektroauto. Die Elektromotoren wurden zugekauft. Hiervon entstanden mindestens zehn Fahrzeuge.
Ein anderes Modell hatte einen selbst hergestellten Ottomotor. Der Einzylinder-Zweitaktmotor leistete der 5 PS.